# 威廉·B·班克黑德
威廉·布罗克曼·班克黑德（英語：William Brockman Bankhead，1874年4月12日—1940年9月15日），是美国民主党政治家，他曾担任第42任众议院议长。他自1917年到1940年去世为止长年以阿拉巴马州的民主党代表被选为众议院议员。作为一名进步派自由主义者，班克黑德亦是罗斯福总统新政事业的坚强拥趸，因此他与当时国会中的保守派民主党人发生过激烈冲突。1940年9月15日，他因胃出血去世。